# LXXXVI Korpus Armijny (III Rzesza)
LXXXVI Korpus Armijny (niem. LXXXVI. Armeekorps) – jeden z niemieckich korpusów armijnych, walczył głównie przeciw wojskom aliantów zachodnich.
Utworzony 19 listopada 1942 roku przez OB West. Stacjonował w okupowanej części zachodniej Europy. W dniu 6 czerwca 1944 roku dowodzony był przez gen. Hansa von Obstfeldera i wchodził w skład 1 Armii. Po walkach z wojskami zachodnich aliantów w 1945 roku, żołnierze korpusu dostali się do niewoli w rejonie Oldenburga.

## Dowódcy korpusu
- gen. Bruno Bieler (19.11.1942 - 28.08.1943
- gen. Hans von Obstfelder (28.08.1943 - 30.11.1944
- gen. Carl Püchler (30.11.1944 - 17.12.1944
- gen. Erich Straube (17.12.1944 - 28.04.1945)[3]

## Struktura organizacyjna
Skład we wrześniu 1944 roku
- 59 Dywizja Piechoty
- 712 Dywizja Piechoty